# Pyrausta ictericalis
Pyrausta ictericalis is een vlinder van de familie van de grasmotten (Crambidae). De wetenschappelijke naam van deze soort is voor het eerst voorgesteld als Botys ictericalis door Pieter Snellen in een publicatie uit 1895.
De soort komt voor in Indonesië (Java).